# Superfétation
Ne doit pas être confondu avec Superfécondation.
La superfétation ou superfœtation ou hyperfœtation est l'implantation d'une nouvelle grossesse dans un utérus qui contient déjà une grossesse en développement,. Extrêmement rare chez l'être humain,,, une dizaine de cas ont été médiatisés : l'un en Arkansas en 2009, un en Australie en 2015, un en Californie en 2016, un en Ouganda en 2020 ou encore deux en Angleterre en 2021,.
Ce phénomène est un peu plus courant chez d'autres espèces de mammifères. C'est le cas par exemple du Lièvre brun ou Lièvre d'Europe (Lepus europaeus), ce qui permet à une femelle de produire 5 portées par an, en 6 mois seulement, alors que sa gestation est de 41 jours. Ses gestations successives se « chevauchent » donc, ce qui réduit la durée moyenne entre les portées à 37-38 jours. Ceci augmente ses chances de succès reproductif de plus de 30 % à chaque période [voir la section « Comportement et reproduction » de l'article consacré à ce lièvre].
Émile Littré attribue le traité De la superfétation, inclus dans le corpus hippocratique, au médecin naturaliste Léophanès,. Ce phénomène de superfétation, aujourd'hui prouvé par l'imagerie médicale (échographie haute résolution), était donc déjà suspecté dès avant Aristote.